# Omer Van Damme
Omer Théodore Marie Van Damme (Dendermonde, 15 april 1839 - 10 februari 1914) was een Belgisch politicus voor de Katholieke Partij.

## Levensloop
Van Damme trad ik oktober 1878 toe tot de Dendermondse gemeenteraad, alwaar hij vanaf mei 1879 werd aangesteld als schepen van openbare werken. In 1888 volgde hij Léon de Bruyn op als burgemeester, een functie die hij uitoefende tot 1913. Hij werd in deze hoedanigheid opgevolgd door Leon Bruynincx. Tevens zetelde hij van 1887 tot aan zijn dood in de Oost-Vlaamse provincieraad.
In het stadhuis van Dendermonde bevindt zich een bronzen borstbeeld van hem. Het werd omstreeks 1913 door beeldhouwer Geo Verbanck vervaardigd naar aanleiding van zijn 25e ambtsjubileum.